# Roberto Fernández Jaén
Roberto Fernández Jaén (nascut el 3 de juliol de 2002) és un futbolista espanyol que juga com a davanter al RCD Espanyol.

## Carrera de club

### Màlaga
Nascut a Puente Genil, Còrdova, Andalusia, Fernández va representar a Puente Genil FC, Córdoba CF, Sevilla FC i Málaga CF com a juvenil. El 4 de desembre de 2020, quan encara era jove, va renovar el seu contracte amb aquest últim equip fins al 2024.
El 16 d'agost de 2021, abans d'haver jugat amb el filial, Fernández va debutar amb el primer equip com a titular en un empat a 0 a casa contra el CD Mirandés a la Segona Divisió. Va marcar el seu primer gol com a professional sis dies després, aconseguint l'empat a 2 fora de casa contra la UD Eivissa.
El 22 de juliol de 2022, Fernández va fitxar pel FC Barcelona amb un contracte de cessió d'un any, i inicialment va ser cedit a el filial de la Primera Federació. En tornar, va esdevenir titular indiscutible del club, marcant un total de 20 gols durant la temporada i permetent que el Màlaga tornés a la segona divisió al primer intent.

### Braga
El 9 de juliol de 2024, Fernández va marxar a l'estranger per primera vegada a la seva carrera i va signar un contracte de cinc anys amb l'SC Braga de la Primeira Liga, per un preu d'1,8 milions d'euros més 1,2 milions en variables. Va marcar el seu primer gol amb el club el 15 d'agost, el segon de l'equip en una victòria per 2-1 fora de casa contra el Servette FC a la Lliga Europa de la UEFA.

### RCD Espanyol
El 14 de gener de 2025, Fernández va ser cedit al RCD Espanyol de La Liga fins al final de la temporada. Va debutar a la categoria tres dies després, marcant el gol de la victòria en una victòria per 2-1 a casa contra el Reial Valladolid.
El 27 de juny de 2025, Fernández va signar un contracte indefinit de sis anys amb els pericos, després que el club adquirís el 50% dels seus drets.